# زاكاري ليبتون
زاكاري ليبتون (بالإنجليزية: Zachary Lipton)‏ هو عازف جاز أمريكي، ولد في 19 أغسطس 1985 في نيو روتشيل في الولايات المتحدة.

## وصلات خارجية
- زاكاري ليبتون على موقع ميوزك برينز (الإنجليزية)